# Červenica
Červenica (in ungherese Vörösvágás) è un comune della Slovacchia facente parte del distretto di Prešov, nella regione omonima.